# Nuoto ai Giochi della XXVIII Olimpiade - 200 metri stile libero maschili

## Record
Prima di questa competizione, il record del mondo (WR) e il record olimpico (OR) erano i seguenti.
| Record mondiale | 1'44"06 | Ian Thorpe Australia                  | 25 luglio 2001 Fukuoka, Giappone    |
| Record olimpico | 1'45"35 | Pieter van den Hoogenband Paesi Bassi | 18 settembre 2000 Sydney, Australia |

Durante l'evento sono stati migliorati i seguenti record:
| Data      | Evento | Atleta     | Nazione   | Tempo   | Record          |
| --------- | ------ | ---------- | --------- | ------- | --------------- |
| 16 agosto | Finale | Ian Thorpe | Australia | 1'44"71 | Record olimpico |

## Batterie
Si sono svolte 8 batterie di qualificazione. I primi 16 atleti si sono qualificati per le semifinali.

### 1ª batteria
1. Igor Erhartic, Serbia e Montenegro 2.18.65
2. Zurab Khomasuridze, Georgia 1:58.02
3. Miguel saraiva, Kirghizistan 2.06.23

### 2ª batteria
1. Mihail Alexandrov, Bulgaria 1:52.12
2. Martín Kutscher, Uruguay 1:53.91
3. Stepan Pinciuc, Moldavia 1:54.56
4. Anouar Ben Naceur, Tunisia 1:54.69
5. Mark Chay, Singapore 1:54.70
6. Adil Bellaz, Marocco 1:55.79
7. Vitaliy Khan, Kazakistan 1:56.11
8. Petr Vasilev, Uzbekistan 1:56.93

### 3ª batteria
1. Aleksandar Malenko, Repubblica di Macedonia 1:53.00
2. Albert Subirats, Venezuela 1:53.11
3. Juan Martín Pereyra, Argentina 1:53.19
4. Shaune Fraser, Isole Cayman 1:53.19
5. Alexandros Aresti, Cipro 1:53.90
6. Te Tung Chen, Taipei 1:54.14
7. Mario Delač, Croazia 1:55.82
8. Diego Mularoni, San Marino 1:56.18

### 4ª batteria
1. Dmytro Vereitinov, Ucraina 1:51.38
2. Josh Ilika Brenner, Messico 1:51.66
3. Damian Alleyne, Barbados 1:52.89
4. Mahrez Mebarek, Algeria 1:53.00
5. Yahor Salabutau, Bielorussia 1:53.03
6. Giancarlo Zolezzi, Cile 1:53.18
7. Miguel Molina, Filippine 1:53.81
8. Aytekin Mindan, Turchia 1:55.65

### 5ª batteria
1. Jacob Carstensen, Danimarca 1:50.15
2. Saulius Binevicius, Lituania 1:50.50
3. Romans Miloslavskis, Lettonia 1:50.83
4. Dominik Koll, Austria 1:51.36
5. Luis Monteiro, Portogallo 1:51.78
6. Łukasz Drzewiński, Polonia 1:51.90
7. Tamas Szucs, Ungheria 1:52.26
8. Kyu-Chul Han, Corea del Sud 1:52.28

### 6ª batteria
1. Michael Phelps, Stati Uniti 1:48.43 -Q
2. Rick Say, Canada 1:49.32 -Q
3. Andrej Kapralov, Russia 1:49.91 -Q
4. Olaf Wildeboer, Spagna 1:50.01
5. Stefan Herbst, Germania 1:50.23
6. Rodrigo Castro, Brasile 1:50.27
7. Lin Zhang, Cina 1:53.84
8. Andrea Beccari, Italia 1:54.00

### 7ª batteria
1. Klete Keller, Stati Uniti 1:47.97 -Q
2. Grant Hackett, Australia 1:48.90 -Q
3. Jens Schreiber, Germania 1:49.00 -Q
4. George Bovell, Trinidad e Tobago 1:49.48 -Q
5. Yoshihiro Okumura, Giappone 1:49.54 -Q
6. Brent Hayden, Canada 1:49.56 -Q
7. Andreas Zisimos, Grecia 1:49.60 -Q
8. Maxim Kuznetsov, Russia 1:50.93

### 8ª batteria
1. Ian Thorpe, Australia 1:47.22 -Q
2. Pieter van den Hoogenband, Paesi Bassi 1:47.32 -Q
3. Emiliano Brembilla, Italia 1:47.95 -Q
4. Simon Burnett, Gran Bretagna 1:48.68 -Q
5. Květoslav Svoboda, Repubblica Ceca 1:49.25 -Q
6. Dominik Meichtry, Svizzera 1:49.45 -Q
7. Peter Mankoč, Slovenia 1:50.72
8. Nicolas Rostoucher, Francia 1:50.96

## Semifinali

### 1° Semifinale
1. Pieter van den Hoogenband, Paesi Bassi 1:46.00 -Q
2. Klete Keller, Stati Uniti 1:47.28 -Q
3. Simon Burnett, Gran Bretagna 1:47.72 -Q
4. Kvetoslav Svoboda, Repubblica Ceca 1:49.27
5. Yoshihiro Okumura, Giappone 1:49.49
6. Andreas Zisimos, Grecia 1:49.76
7. Dominik Meichtry, Svizzera 1:50.02
8. Olaf Wildeboer, Spagna 1:50.61

### 2° Semifinale
1. Ian Thorpe, Australia 1:46.65 -Q
2. Michael Phelps, Stati Uniti 1:47.08 -Q
3. Grant Hackett, Australia 1:47.61 -Q
4. Emiliano Brembilla, Italia 1:47.93 -Q
5. Rick Say, Canada 1:48.16 -Q
6. George Bovell, Trinidad e Tobago 1:49.59
7. Brent Hayden, Canada 1:50.00
8. Andrey Kapralov, Russia 1:51.35

## Finale
1. Ian Thorpe, Australia 1:44.71
2. Pieter van den Hoogenband, Paesi Bassi 1:45.23
3. Michael Phelps, Stati Uniti 1:45.32
4. Klete Keller, Stati Uniti 1:46.13
5. Grant Hackett, Australia 1:46.56
6. Rick Say, Canada 1:47.55
7. Simon Burnett, Gran Bretagna 1:48.02
8. Emiliano Brembilla, Italia 1:48.40